# Wezembeek-Oppem

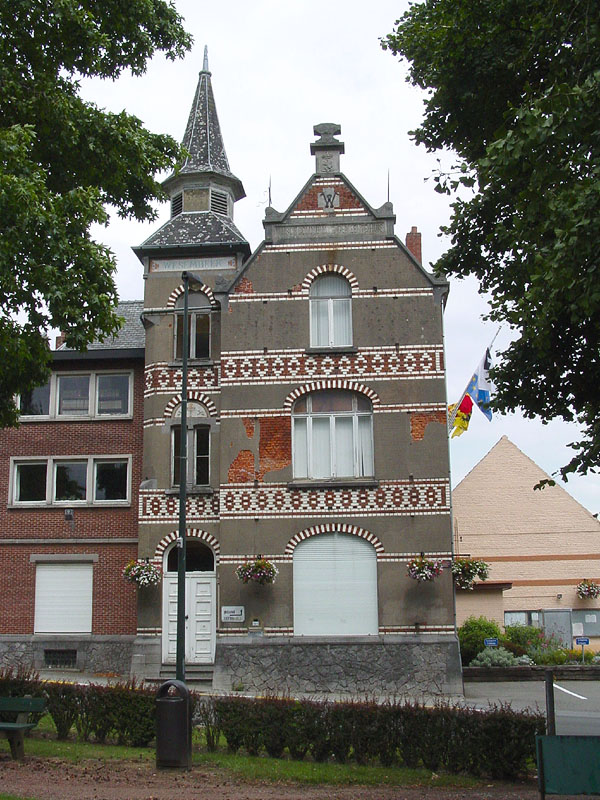
Ayuntamiento de Wezembeek-Oppem.

Wezembeek-Oppem es un municipio de Bélgica con facilidades lingüísticas situado en la provincia del Brabante Flamenco. Cuenta con cerca de 14.000 habitantes. El municipio actual resulta de una fusión de los antiguos municipios de Wezembeek y Oppem.
Al igual que la vecina Kraainem, Wezembeek-Oppem conoce un fuerte afrancesamiento. Se trata del único municipio con facilidades de los alrededores de Bruselas que no limita directamente con la Región de Bruselas-Capital, ya que aunque la comuna bruselense de Woluwe-Saint-Pierre se halle sólo a un centenar de metros de distancia en algunos lugares, entre los dos municipios hay una estrecha franja de territorio que pertenece a Kraainem.
Alberga una importante comunidad de expatriados internacionales, entre otros motivos a causa de la presencia del Internationale Deutsche Schule Brüssel en el mismo Wezembeek-Oppem y el British School en el cercano Tervuren. 

## Demografía

### Evolución
Todos los datos históricos relativos al actual municipio, el siguiente gráfico refleja su evolución demográfica, incluyendo municipios después de efectuada la fusión el 1 de enero de 1977.
| Gráfica de evolución demográfica de Wezembeek-Oppem entre 1846 y 2020 |
|                                                                       |

## Lenguas
El idioma oficial es el neerlandés (como en toda Flandes). En los años 1960, cuando se acabó de concretar las fronteras administrativas entre las partes francófona, neerlandófona y bilingüe de Bélgica, se proporcionó facilidades lingüísticas especiales a los francófonos de la zona, en su mayoría inmigrantes de Valonia y Bruselas. Todos los habitantes pueden pedir documentos oficiales a la administración local en francés.

## Política
Su alcalde actual, François van Hoobrouck d'Aspre, fue elegido en la lista de la Union des Francophones, que obtuvo 16 escaños de 23 (57,8% de los votos) en octubre de 2000 y 10 de 23 (41,7%) en 1994. En las elecciones de octubre de 2006, su lista de UF obtuvo 18 escaños de 23 (76% de los votos), elecciones que no ofrecieron ningún puesto de concejal a un neerlandófono, ya que dichos puestos fueron elegidos directamente. François van Hoobrouck está también en el consejo provincial del Brabante Flamenco bajo la misma etiqueta. Por otra parte, es miembro del Mouvement réformateur.